# 파 크라이 뉴 던
《파 크라이 뉴 던》(Far Cry New Dawn)은 유비소프트 몬트리올이 개발하고 유비소프트가 배급한 2019년 1인칭 슈팅 게임이다. 이 게임은 파 크라이 시리즈의 스핀오프이며 파 크라이 5의 후속작이다. 그 결과 규모가 큰 오픈 월드, 전초 기지의 포착, 협업을 포함한 시리즈 내 기존 게임플레이 요소들을 도입하고 있으며 그 외에 업그레이드 가능한 본거지 등 RPG 게임플레이의 요소들도 선보이고 있다. 스토리의 배경은 파 크라이 5 사건 후 17년이다.
2019년 2월 마이크로소프트 윈도우, 플레이스테이션 4, 엑스박스 원용으로 출시되었으며 비평가들로부터 대체적으로 엇갈린 평가를 받았다. 이 게임의 판매량은 파 크라이 프라이멀, 파 크라이 5보다 더 낮은 편이다.

## 평가
| 평가 |                                        |
| --- | -------------------------------------- |
| 통합 점수 통합사 점수 메타크리틱 (PC) 73/100 [ 3 ] (PS4) 71/100 [ 4 ] (XONE) 75/100 [ 5 ] 평론 점수 평론사 점수 IGN 7.5/10 [ 6 ] |                                        |
| 통합 점수 |                                        |
| 통합사 | 점수                                   |
| 메타크리틱 | (PC) 73/100 (PS4) 71/100 (XONE) 75/100 |
| 평론 점수 |                                        |
| 평론사 | 점수                                   |
| IGN | 7.5/10                                 |